# Yves Lapalu
Yves Lapalu est un auteur de bande dessinée et illustrateur sourd français, né le 27 janvier 1959 à Dakar au Sénégal et mort le 31 mars 2001 à Paris 5e,.

## Biographie
Né sourd le 27 janvier 1959 à Dakar au Sénégal, Yves Lapalu étudie au Centre Expérimental Orthophonique et Pédagogique où il est élève du professeur de dessin Pat Mallet. Son grand-père est dessinateur et peintre. En 1981, après l'obtention de son baccalauréat, il est le premier sourd à intégrer l'école supérieure d'art graphiques à Paris. Yves Lapalu a dessiné des bandes dessinées dont la plus connue est Léo, l'enfant sourd. Il est emporté par la maladie le 31 mars 2001 à Paris[réf. souhaitée]. Sa bande-dessinée Léo, l’enfant sourd, tome 2 est sortie à titre posthume en 2002. Elle a été finalisée par deux de ses amis avec l'aide de sa femme Christine Lapalu : elle a été colorisée par Boileau Xavier avec les mêmes couleurs que le tome 1 et les scénarios furent intégrés dans les bulles par Michel Garnier. En 2010, son frère Patrick Lapalu a réalisé la troisième bande dessinée de Léo : Léo retrouvé (tome 3) qui retrace les diverses étapes de conception des personnages de Léo.

## Nom-signe
Son nom-signe est « Y qui dessine ».

## Œuvres

### En tant qu'auteur

#### Albums

##### Léo, l'enfant sourd
- Léo, l’enfant sourd, tome 1 Yves Lapalu,  (ISBN 978-2-9529-3487-9), Éditions du Fox
Scénario : Yves Lapalu  - Couleurs : 1998

- Léo, l’enfant sourd, tome 2 Yves Lapalu,  (ISBN 978-2-9187-4908-0), Éditions du Fox
Scénario : Yves Lapalu- calligraphiés par Michel Granier - Dessin : Yves Lapalu - colorisés par Xavier Boileau - Couleurs : 2002

- Léo retrouvé Yves Lapalu,  (ISBN 978-2-9529-3488-6), Éditions du Fox
Scénario : Yves Lapalu  et Patrick Lapalu - Dessin : Yves Lapalu - Couleurs : 2010

##### Sourds, cent blagues!
- Sourds, cent blagues, Petit traité d’humour sourd Marc Renard,  (ISBN 978-2-9187-4904-2), Éditions du Fox
Scénario : Marc Renard - Dessin : Yves Lapalu - Couleurs : 1998

- Sourds, cent blagues ! : Tome 2 Marc Renard,  (ISBN 978-2-9187-4905-9), Éditions du Fox
Scénario : Marc Renard - Dessin : Yves Lapalu - Couleurs : 2000

#### One shot
- L'Arbre généalogique,  (ISBN 978-2-9046-4108-4), International Visual Theatre, collection « Enfants LSF »
Scénario et dessin : Yves Lapalu - Couleurs : 1989
- Que fait-on à l'école ?,  (ISBN 978-2-9046-4105-3), International Visual Theatre, collection « Enfants LSF »
Scénario et dessin : Yves Lapalu - Couleurs : 1989
- Sois poli !,  (ISBN 978-2-9046-4108-4), International Visual Theatre, collection « Enfants LSF »
Scénario et dessin : Yves Lapalu - Couleurs : 1990
- Gédéon, non-sens et p’tits canards, Éditions du Fox, 1998
Scénario et dessin : Lapalu Yves

### En tant qu'illustrateur
- Bon appétit !, Éditions Monica Companys, 2001
Scénario : Monica Companys - Dessin : Yves Lapalu
- Fruits et légumes, Éditions Monica Companys, 2002
Scénario : Rodolphe Melisson - Dessin : Yves Lapalu